# Сергеевка (Саратский район)
Сергеевка (укр. Сергіївка) — село, относится к Саратскому району Одесской области Украины.
Население по переписи 2001 года составляло 1420 человек. Почтовый индекс — 68263. Телефонный код — 4848. Занимает площадь 2,67 км². Код КОАТУУ — 5124586201.

## Местный совет
68263, Одесская обл., Саратский р-н, с. Сергеевка, ул. Ленина, 144